# 阿爾貝托·蒙迪
阿爾貝托·蒙迪（義大利語：Alberto Mondi，1984年1月17日—）是一个在韩国發展演藝事業與商業的義大利人。他曾是脫口秀節目非首脑会谈的剧组成员之一。他曾經是意大利足球丁级联赛的运动员。

## 个人生活
阿爾貝托·蒙迪曾經在2008年9月至2010年7月期間作為江原大学的助教。而在2008年，他也曾經在意大利駐首爾大使館當了四个月實習生。在2010年9月至2011年6月，他在韓國財政硏究院作為研究分析員。在2011年6月至2013年9月，他是南非米勒佩罗尼阿佐罗啤酒的品牌大使。
自2013年10月起，他已经是菲亚特克莱斯勒汽车的区域销售经理；而自2013年4月起，他也是意大利在韩商會董事会成员。他也曾經在《大韩民国和世界经济日报》、《韓國財政硏究院院報》和《新闻周刊》韩国版撰文。
在2016年10月，蒙迪被授予意大利之星，以表彰他對於意大利與韓國兩國文化的貢獻。
蒙迪除了能説他的母語意大利语以外，他也能說韓語、英语和汉语。

## 广播和演艺生涯
在2015年，蒙迪为中央日报的一個專欄写了一系列關於服装时尚、旅游业與飲食的話題。

### 名人和代言
蒙迪是米斯特比萨的模特兒。而作为一个受欢迎的电视名流，他在首爾的名人现场會被拍照。

## 影視作品
| 日期                 | 節目名稱           | 播放平台  | 備註       |
| -------------------- | ------------------ | --------- | ---------- |
| 2014-2017            | 非首脑会谈         | JTBC      | 劇組成員   |
| 2015                 | 我朋友的家在哪裏   | JTBC      | 劇組成員   |
| 2015                 | 魔女狩猎           | JTBC      | 劇組成員   |
| 2015                 | 惊人的食谱         | KBS       | 主持人之一 |
| 2017至今             | 欢迎，首次来韩国？ | MBC       | 主持       |
| 2019年9月1日         | 眾籌               | MBC       | 嘉賓       |
| 2019年9月16日        | Eye Contact        | Channel A | 嘉賓       |
| 2020年2月11日—3月3日 | 飛吧小射手         | KBS       | 一日教練   |

## 外部連結
- 阿爾貝托·蒙迪的Instagram帳戶